# Reckendorf
Reckendorf település Németországban, azon belül Bajorországban. Lakosainak száma 1990 fő (2023. december 31.).

## Népesség
A település népessége az elmúlt években az alábbi módon változott:
| Lakosok száma | 1009 | 1262 | 1560 | 1546 | 2003 | 2023 | 2029 | 2018 | 1969 | 1990 |
|               | 1875 | 1950 | 1975 | 1987 | 2012 | 2014 | 2016 | 2017 | 2021 | 2023 |